# Deidamia
Deidamia is een geslacht van vlinders uit de onderfamilie Macroglossinae van de familie pijlstaarten (Sphingidae).

## Soorten
- Deidamia inscriptum (Harris, 1839)